# Пошук (фільм, 2014)
«Пошук» — французький драматичний фільм 2014 року, сценарист і режисер Мішель Азанавічус, продюсери якого — Азанавічус і Тома Лангманн.
Фільм є рімейком одноіменної оскароносної драми на тему Голокосту режисера Фреда Ціннеманна, у якій жалісливий житель Заходу допомагає загубленій дитині знайти те, що залишилося від його сім'ї серед хаотичної повені пост-голокосту. Дія фільму 1948 року відюувається у післявоєнному Берліні. Дія фільму «Пошук» (2014) розгортається на «передовій лінії російського вторгнення в Чечню» в перший рік Другої чеченської війни (1999—2009).
Фільм «Пошук» був висунутий на «Золоту пальмову гілку» в основному конкурсі Каннського кінофестивалю 2014 року.

## Сюжет
Фільм починається і закінчується 16 жовтня 1999 року. 20-річний Коля (Максим Ємельянов), новобранець російської армії, записує та розповідає на портативну відеокамеру, як молоді, п'яні російські солдати знущаються, тероризують, і, нарешті, вбивають цивільне чеченське подружжя на очах у їхньої дочки-підлітка Раїси (Зухра Дуїшвілі). Історія Колі — одна з чотирьох особистих наративів, які розгортаються на тлі руїн села в Чечні, потоку цивільних біженців із села та частково возз'єднаної родини. Колю, гітариста, який палить «траву» в Пермі, за 2300 кілометрів від чеченського кордону, заарештовують за зберігання наркотиків і призвають на службу в армію. Як новобранець, він зазнає жорстокого перетворення з невинного юнака на «дегуманізовану машину для вбивств».
Коли однополчани Колі вбивають чеченське подружжя, дев'ятирічний син подружжя Хаджі (Абдул Халім Мамуцієв) ховається та спостерігає, а коли стає безпечно, він хоче віднести свого малолітнього брата у відносну безпеку. Травма смерті батьків робить його німим. По дорозі до табору для біженців йому допомагають інші чеченські біженці, і зрештою він подружився з Кароль (Береніс Бежо), працівником неурядової організації з Чечні, яка народилася у Франції. Кароль, яка працює дослідником і представником Комітету з прав людини Європейського Союзу, допомагає Хаджі відновити здатність говорити. Старша сестра Хаджі Раїса розшукує обох братів. Кароль бере інтерв'ю у Хелен (Аннет Бенінг), працівниці Червоного Хреста, і покладає надію на міжнародну реакцію Другої чеченської війни на багатовікову боротьбу чеченського народу.
Раїса, яка знайшла свого маленького брата (якого загубив в дорозі Хаджі), знову тікає з села за допомогою інших чеченських біженців. Через авіабомбардування російськими військами вона змушена виїхати без Хаджі проти своєї волі. Раїса допомагає Хелен у дитячому будинку Міжнародного Червоного Хреста. Вона не знає, що Хаджі знаходиться у Кароль.
І Хелен, і Кароль збентежені, коли у звіті Комісії ООН з прав людини від квітня 2000 року ситуація в Чечні не оголошується гуманітарною катастрофою. Кароль виступає зі своєю доповіддю в Організації Об'єднаних Націй, але незабаром розуміє, що мало хто з учасників її слухає.
За допомогою Кароль і Хелен Хаджі возз'єднується зі своїми братами і сестрами.
У кінцевому епізоді фільм повертається до початку історії, коли в руках Колі опиняється камера, якою він невдовзі зніме напад на родину Хаджі.

## Акторський склад
- Береніс Бежо — Кароль, працівниця Комітету з прав людини ЄС
- Аннет Бенінг — Хелен, працівниця Червоного Хреста
- Максим Ємельянов — Коля, російський солдат
- Хаджі — Абдул Халім Мамуцієв
- Зухра Дуішвілі — Раїса, сестра Хаджі
- Лела Багакашвілі — Еліна
- Юрій Цурило — полковник
- Антон Долгов — солдат
- Мамука Матчітідзе — батько
- Русудан Пареулідзе — мати

## Місце зйомки
Значна частина зйомок проходила вздовж Кавказьких гір у Грузії, зображуючи такі місця, як село поблизу Грозного, офіси неурядових організацій у місті Назрань у сусідній Інгушетії, а також місто Пермь у Росії.
Кінокритик Джастін Чанг високо оцінив роботу сценографа Еміля Гіго, який використав будівлі, місця та географічні об'єкти в «гірському, понівеченому боями» ландшафті Грузії, схожі на чеченські, включаючи будівлі, зруйновані бомбами, армійські казарми. та табори для біженців.
Критик Маккарті також відзначив працю Гіго за його «добре підібрані локації, багатолюдні міські сцени, центри ув'язнення та армійські казарми, що пахне відчуттям, звуками та дискомфортом людства, стиснутого в неприродно тісних приміщеннях».

## Кінематограф
Критики високо оцінили роботу Гійома Шифмана, французького оператора, який раніше також працював з режисером Мішелем Хазанавічусом над фільмом «Художник». Маккарті описав, як вони використовували «приглушені, але все ще чітко визначені кольори, а також … здебільшого портативні камери, щоб досягти похмурого, але життєво миттєвого вигляду».

## Критика
На агрегаторі рецензій на фільми Rotten Tomatoes критики дали «Пошуку» оцінку 21 % на основі 19 рецензій із середньозваженим балом 4,71/10. На Metacritic фільм отримав нормалізовану оцінку 37 зі 100 на основі 8 критиків, що вказує на «загалом несприятливі відгуки».
Журналіст The Guardian Пітер Бредшоу стверджував, що спроба Хазанавічуса проявити «стару голлівудську великосердечну щирість» перейшла від щирого неприйняття насильства проти всіх учасників війни до наївної сентиментальності. Водночас Бредшоу похвалив Хазанавічуса за те, що він нагадав Заходу та Європейському Союзу про їхню відсутність занепокоєння та бездіяльність, коли Борис Єльцин напав на Чечню.
Чанг також похвалив усіх акторів за те, що вони «виконали чудову роботу в досить обмежених параметрах»; він описав постановку як «першокласну», а звукову роботу як чудову. Однак він назвав фільм «виснажливим, громіздким, гуманітарним трактатом довжиною в 2 з половиною години, який майже руйнується під вагою власного морального обурення».
Критик The Globe and Mail Ліам Лейсі описав фільм як «довгий, неоригінальний і складний», що є прямою протилежністю німої комедії Хазанавічуса «Художник», яка отримала Оскар.
Критик Тодд Маккарті зауважив, що чеченські патріоти, які воюють проти росіян, серед героїв фільму відсутні.

## Інше використання
Після нападу Росії, починаючи з 2015 р., перша сцена фільму неодноразово використовувалася в українських соціальних мережах як нагадування про звірства російської армії під час війни в Чечні 1999 року.